# 里迪赛姆
里迪赛姆（法語：Riedisheim，法語發音：[ʁidisaim] ⓘ）是法国上莱茵省的一个市镇，属于米卢斯区。

## 地理
里迪赛姆（47°44'54"N, 7°22'1"E）面积6.96 平方千米，位于法国大東部大區上莱茵省，该省份为法国东部内陆省份，是阿尔萨斯的一部分，今与下莱茵省组成了阿尔萨斯欧洲集体，其北临下莱茵省，西接孚日省，西南接贝尔福地区省，东侧沿莱茵河与德国相望，南与瑞士接壤。
与里迪赛姆接壤的市镇（或旧市镇、城区）包括：米卢斯、伊尔扎克、布吕巴克、布伦什塔特-迪德奈姆、里克赛姆。

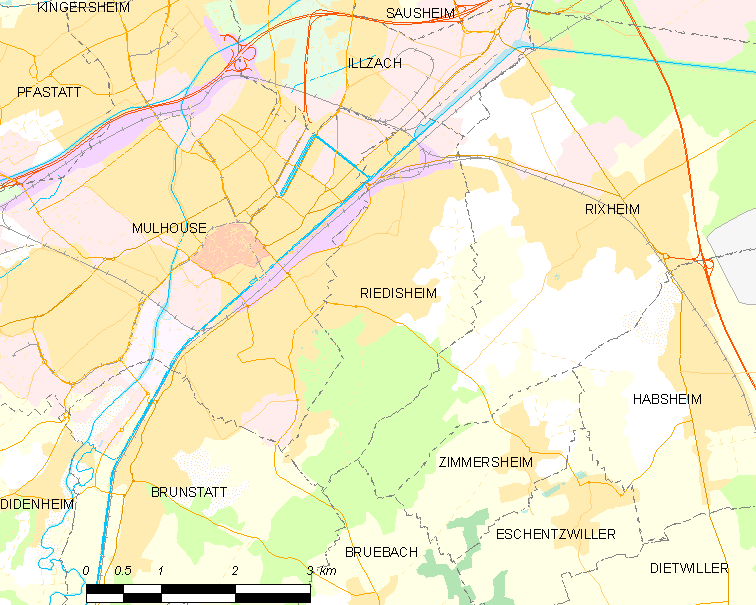
里迪赛姆的OSM定位图

里迪赛姆的时区为UTC+01:00、UTC+02:00（夏令时）。

## 行政
里迪赛姆的邮政编码为68400，INSEE市镇编码为68271。

## 政治
里迪赛姆所属的省级选区为里克赛姆县。

## 人口

1962-2008年间里迪赛姆人口变化图示

里迪赛姆于2022年1月1日时的人口数量为12154人。